# Прогресс мировых рекордов на дистанции 200 метров вольным стилем у юниоров в 50-метровом бассейне
Прогресс мировых рекордов на дистанции 200 метров вольным стилем у юниоров в 50-метровом бассейне.
| Номер | Время    |        | Имя            | Национальность   | Дата               | Соревнование                      | Место                 | Прим. |
| ----- | -------- | ------ | -------------- | ---------------- | ------------------ | --------------------------------- | --------------------- | ----- |
| 1 -   | 1: 45,96 |        | Хван Сунву     | Республика Корея | 19 ноября 2020 г.  | Отборочные в национальную сборную | Кимчхон , Южная Корея | [ 1 ] |
| 2     | 1: 44,96 |        | Хван Сунву     | Республика Корея | 16 мая 2021 г.     | Отборочные в национальную сборную | Чеджу , Южная Корея   |       |
| 3     | 1: 44,40 | пф, нр | Давид Поповичи | Румыния          | 18 июня 2022 г.    | Чемпионат мира                    | Будапешт, Венгрия     |       |
| 4     | 1: 44,21 | нр     | Давид Поповичи | Румыния          | 20 июня 2022 г.    | Чемпионат мира                    | Будапешт, Венгрия     |       |
| 5     | 1: 42,97 | нр     | Давид Поповичи | Румыния          | 15 августа 2022 г. | Чемпионат Европы                  | Италия, Рим           |       |

Примечания: # — рекорд ожидает ратификации в FINA; мр — действующий рекорд мира среди взрослых; ер — действующий рекорд Европы среди взрослых; нр — действующий национальный рекорд среди взрослых.
Рекорды в стадиях: к — квалификация; пф — полуфинал; э — 1-й этап эстафеты; эк −1-й этап эстафеты квалификация; б — финал Б; † — в ходе более длинного заплыва; зв — заплыв на время.